# Forbestra huallaga
Forbestra huallaga är en fjärilsart som beskrevs av Otto Staudinger 1884. Forbestra huallaga ingår i släktet Forbestra och familjen praktfjärilar. Inga underarter finns listade i Catalogue of Life.